# Allgemeine Zeitung
Allgemeine Zeitung – niemieckojęzyczny dziennik ukazujący się w Namibii od 1916, najstarsza gazeta w kraju i jedyne pismo niemieckie na terenie Afryki.
Gazeta została założona 22 lipca 1916 pod nazwą Der Kriegsbote – miała za zadanie informować o wydarzeniach I wojny światowej. 1 lipca 1919 zmieniła nazwę na Algemeine Zeitung. W dwudziestoleciu międzywojennym pismo było wydawane przez Wydawnictwo John Meinert Ltd. W 1939 przez krótki okres ukazywało się pod nazwą Deutscher Beobachter, jednak szybko powróciło do starej nazwy. Gazeta wykorzystywała w swej działalności doniesienia agencji Reutera oraz Transocean GmbH.
W 1991 pismo zostało wykupione przez Democratic Media Holdings. Od 2004 na czele redakcji stoi Stefan Fischer, który do 2002 był redaktorem prowadzącym wychodzącego w Chociebużu „Märkischer Bote”. Pod jego rządami gazeta wzmocniła swą rolę na rynku namibijskim (zmodernizowała się, zwiększyła nakład i zyski).
Gazeta ukazuje się od poniedziałku do piątku. Jej nakład waha się w granicach 5,3 tys. egzemplarzy (od poniedziałku do czwartku) do 6,2 tys. (w piątki). Gazeta zawiera od 12 do 16 stron, jedynie w piątki liczy 32 strony.
Pismo reprezentuje wartości konserwatywno-liberalne, przeciwne ekstremizmowi.